# Monique St. Pierre
Debra Jo Fondren Dorothy Stratten
Monique St. Pierre est une actrice et modèle de charme américaine d'origine allemande. Elle a été Playmate du magazine Playboy en novembre 1978 puis fut choisie comme 20e Playmate de l'Année (Playmate of the Year) en 1979. Elle parle anglais, allemand et français.  

## Biographie
Monique St Pierre est née à Wiesbaden en Allemagne. Elle avait deux mois et demi lorsque ses parents partirent avec elle pour vivre à Munich. C'est là qu'elle fit ses études ; à l'âge de 17 ans elle partit pour les Etats-Unis, afin d’y poursuivre des études dans un collège et une école d'infirmières à Madison dans le Wisconsin. Elle obtint un diplôme d’infirmière en psychiatrie. Elle déménagea à Boulder dans le Colorado en 1973 et y commença une carrière de modèle photographique, suivant également des cours de théâtre à Denver. 
Elle signa un contrat avec l’agence de mannequins Wilhelmina Models juste avant d’être choisie comme playmate par Playboy, contrat qui fut rompu de façon immédiate après la parution de l’article qui lui était consacré, dont le dépliant central avait été réalisé par le photographe Richard Fegley. 
L’année suivante elle fut choisie pour être la 20e Playmate de l'Année (PMOY). L'automobile qu'elle reçut en cadeau était une Porsche 928. Lors du grand rassemblement des playmates organisé en septembre 1979 pour le 25e anniversaire du magazine, venant d'être élue, elle fut une des 11 Playmates de l'Année présentes et photographiées avec le fondateur,. 
Elle épousa l’acteur Steve Parrish en 1979, et en eut un fils, Christopher ; le mariage dura peu de temps et finit par un divorce, de même que deux autres mariages ultérieurs. 
Monique resta à travailler pour Playboy, à la fois en tant que modèle et en tant que responsable de la chaîne télévisuelle Playboy Channel. Elle a joué dans plusieurs pièces de théâtre ainsi que dans des petites séries TV. Puis elle a changé d’orientation et est devenue styliste pour des lignes de vêtements.
En 2017, Playboy présente sept reconstitutions de couvertures du passé en faisant à nouveau poser, dans la même position et le même environnement, les playmates de l'époque, parmi lesquelles figure Monique St. Pierre.

## Apparitions dans les vidéos Playboy
- Playmates: the Early Years (1992)

## Apparitions dans les numéros spéciaux de Playboy
(…)